# Vrede van Boekarest (1918)

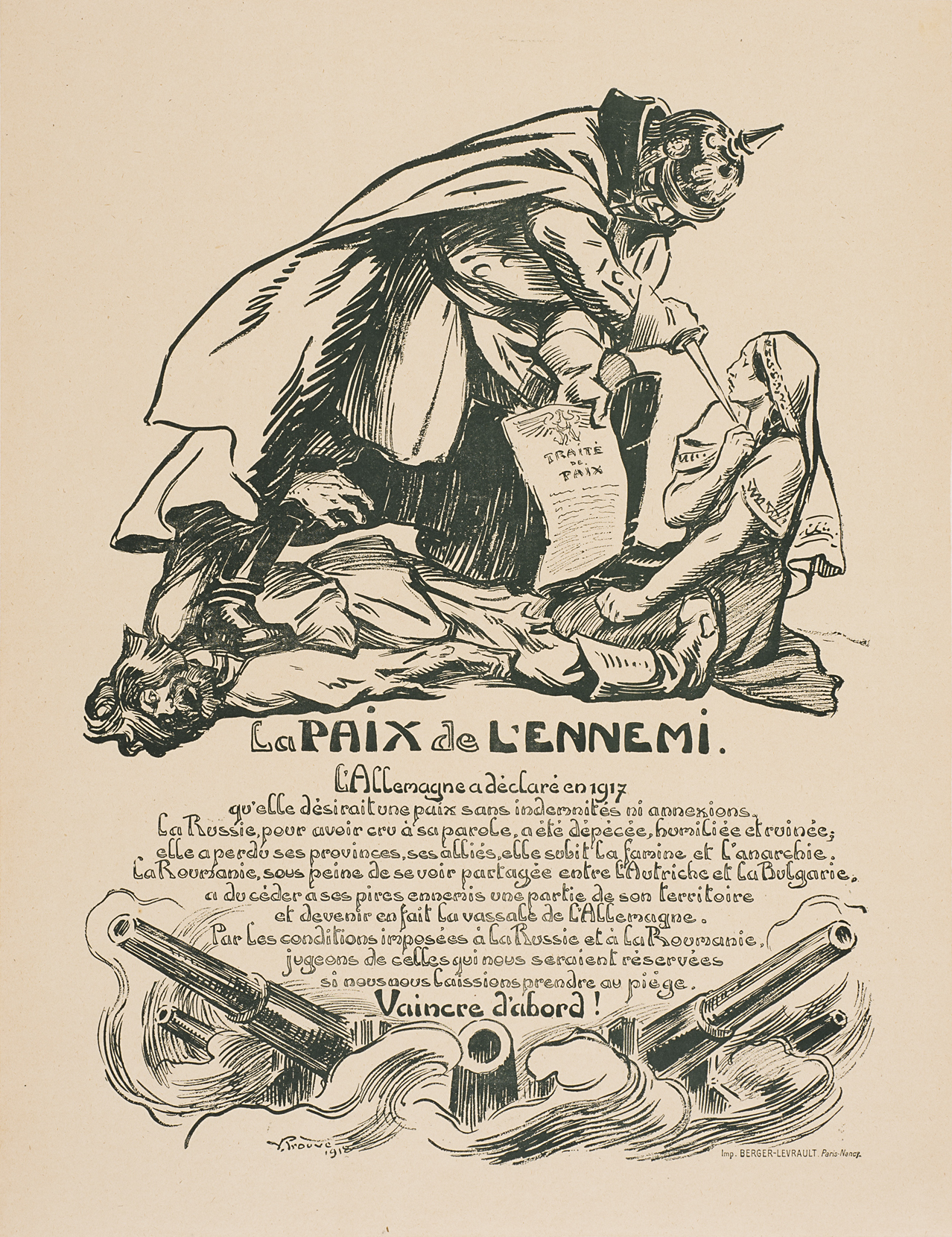
Franse karikatuur van het verdrag: Kaiser richt een dolk naar een vrouw (Roemenië) en staat op een man (Rusland). Rusland stapte net uit de Wereldoorlog, wat Roemenië ook wilde gaan doen

Het Verdrag van Boekarest (of de Vrede van Boekarest) werd op 7 mei 1918 in Boekarest getekend door het Duitse Keizerrijk en het geforceerde Koninkrijk Roemenië.
De punten in het verdrag waren:
- Roemenië moest Zuid-Dobroedzja (Cadrilater) afstaan aan Bulgarije
- Roemenië moest alle passen, over de Karpaten, afstaan aan Oostenrijk-Hongarije.
- Alle oliebronnen in Roemenië moesten "verhuurd" worden aan Duitsland voor de komende 90 jaar.